# بروكاربازين
البروكاربزين هو علاج كيميائي يستخدم في علاج لمفوما هودجكين والورم الدماغي  ، وعادة ما يؤخذ مع أدوية مثل (ميكلوريثامين، فينكريستين وبريدنيزون) في حالة سرطان العقد الليمفاوية.
أما في حالة سرطان الدماغ وخاصة في حالة الورم الأرومي الدبقي متعدد الأشكال وهو نوع من أكثر الأورام الدماغية العدوانية والأكثر شيوعا فيستخدم معه (لوميوستين وأيضا فينكريستين)  وعادة ما يؤخذ هذا الدواء بالفم.
ومن الآثار الجانبية الشائعة لهذا الدواء هي نقص كريات الدم المتعددة والقيء. بالإضافة إلى أعراض أخرى مثل الشعور بالتعب والاكتئاب.
لا ينصح باستخدامه للأشخاص الذين يعانون من مشاكل شديدة في الكبد والكلى. وكذلك فقد ظهر أن استخدامه أثناء فترة الحمل قد يسبب ضرراً للطفل.
يصنف البروكاربزين ضمن عائلة العوامل المؤلكلة  ، ولكن مبدأ عمل الدواء غير معروف بشكل واضح.
صدر بروكاربزين للاستخدام العلاجي في الولايات المتحدة في عام 1969. وتم إدراجه على قائمة الأدوية الأساسية النموذجية لمنظمة الصحة العالمية ، من أكثر الادوية الفعالة والآمنة في نظام الرعاية الصحية. في المملكة المتحدة يحتاج العلاج بالبروكاربزين لمدة شهر فقط ما يعادل 450-750 جنيه إسترليني. لذلك يعد من الأدوية عالية السعر.

## الاستخدام العلاجي
_الاستخدامات الدوائية :
عند استخدامه عادة لعلاج سرطان الغدد الليمفاوية يعطى كجزء من نظام علاجي BEAKOP الذي يتضمن (بليوميسين،ايتوبوسيد،ادرياميسين،سابكلوفوسفاميد، فينكريستين، بريدنيزون، وبروكاربزين)
وتعرف أول مجموعة أدوية استخدمت لعلاج سرطان الغدد الليمفاوية MOOP أيضا احتوت البروكاربزين، حيث تعتبر الخط العلاجي الأول مع المجموعة العلاجية السابقة BEAKOP كعلاج مكمل في حالة سرطان العقد الليمفاوية.
في حين يستخدم مع فينكريستين ولوميوستين في حالة الورم الدماغي (الدبقي الخبيث) بجرعات pcv ويجب تعديل الجرعة في حالة وجود أمراض في الكلى والكبد.
[[فشل المبيض المبكر|-الأعراض الجانبية:
يعتبر ظهورها شائع جدا ( تظهر على أكثر من 10% ) وتتضمن
فقدان الشهية، والشعور بالغثيان، والتقيؤ.
ومن الأعراض الأخرى نقصان في كريات الدم البيضاء، والصفائح الدموية ، ونقص في النيوتروفيل (العدلات) .وذلك قد يسبب العديد من الإلتهابات كالالتهاب الرئوي,والعديد من ردود الفعل التحسسية الخطيرة التي قد تقود لوذمة وعائية ،وتفاعلات حساسية بالجلد، وحالة خمول جسدي قد تؤدي إلى فقدان الوعي ,وكذلك مشاكل بالكبد كاليرقان ونتائج غير طبيعية لاختبارات الكبد الوظيفية، ومشاكل تناسلية كنقص في الحيوانات المنوية ،وفشل المبايض.
ويجب الاخذ بعين الاعتبار ان استعمال البروكاربزين مع حولات كالايثانول قد يعطي أثرا ناتجا يشابه أثر دواء الديسلفرام عند البعض.
قد يسبب تثبيطا خفيفا في انزيم الماو mao المهم في الجهاز الهضمي ولذلك قد يسبب ازمة ارتفاع بضغط الدم إذا ما صاحبه تناول طعام عالي المحتوى من التايرمين كالاطعمة المخمرة مثل الجبن المخزن أو الخمر المعتق وهذا الأثر يعتبر نادرا.
 وقد يسبب بروكاربزين اعتلال الأعصاب المحيطي الناتج عن العلاج الكيماوي cipn  والذي يعد ضررا بليغا لا يمكن شفاؤه، ويسبب شعور بالوخز والخدر وآلام شديدة مكثفة، وحساسية مفرطة للبرد تبدأ من الأيدي والاصابع وأحيانا تصل للذراع والساق.

## آلية عمله
وبما يتعلق بآلية العمل فهي غير مفهومة بشكل كامل .
ولكن عمليات الأيض لهذا الدواء تنتج ايزو بروكاربزين بالإضافة إلى بيروكسيد الهيدروجين  الذي ينتج من تكسر سلاسل الحمض النووي.